# Matthias Ducci

Matthias Ducci, 2020

Matthias Ducci (* 27. Januar 1969 in Wilhelmshaven) ist ein deutscher Chemiedidaktiker und Hochschullehrer. Seit 2004 ist er Professor für Chemie und ihre Didaktik an der Pädagogischen Hochschule Karlsruhe. Er befasst sich mit curricularer Innovationsforschung, um auf experimenteller und konzeptioneller Basis innovative Inhalte für den Chemieunterricht zu erarbeiten.

## Leben und Wirken
Von 1990 bis 1996 studierte Matthias Ducci die Fächer Mathematik und Chemie für das Lehramt an Gymnasien an der Carl von Ossietzky Universität Oldenburg und schloss sein Studium mit dem 1. Staatsexamen ab. Danach war er Doktorand im Arbeitskreis von Walter Jansen (Universität Oldenburg) und promovierte im Jahr 2000 zum Dr. rer. nat. In seiner Dissertation beschäftigte sich Ducci mit der Entwicklung von Modellexperimenten zur Simulation der Erregungsleitung in Nervenfasern sowie mit periodischen und chaotischen Oszillationserscheinungen an Metallelektroden. Anschließend begann er sein Referendariat in Oldenburg. Im Jahre 2002 schloss er das Referendariat mit dem 2. Staatsexamen ab. Danach war Ducci bis 2004 als Studienrat an der Kooperativen Gesamtschule Rastede sowie Geschäftsführer des GDCh-Lehrerfortbildungszentrums Bremen–Oldenburg. Ab April 2004 war als Lehrbeauftragter an der Universität Oldenburg tätig.
Seit Dezember 2004 hat er eine Professur für Chemie und ihre Didaktik an der Pädagogischen Hochschule Karlsruhe inne. Er ist zudem geschäftsführender Direktor des Chemielehrerfortbildungszentrums der Gesellschaft Deutscher Chemiker (GDCh) in Karlsruhe.
Ducci ist in verschiedenen Gremien von Fachzeitschriften: Hacettepe University Journal of Education (seit 2010), Chemie in unserer Zeit (seit 2017), Nachrichten aus der Chemie (seit 2022). Zudem war er
- von 2010 bis 2017 Herausgeber der Zeitschrift „Praxis der Naturwissenschaften – Chemie in der Schule“;[4]
- von 2016 bis 2024 Kolumnist für die Zeitschrift „Spektrum der Wissenschaft“ (Rubrik „Chemische Unterhaltungen“);[1]
- von 2018 bis 2024 einer von drei Chefredakteuren der Zeitschrift Chemkon.[1][5]

## Arbeits- und Forschungsgebiete
Duccis Hauptforschungsgebiet ist die Entwicklung und Erprobung von Experimenten und Konzepten für einen alltagsbezogenen, problemorientierten und experimentellen Chemieunterricht.
- Curriculare Innovationsforschung: Erschließung neuer Gebiete aus Forschung und Wissenschaft für den Chemieunterricht
- Entwicklung und Durchführung von Kursen in der Chemielehrerfort- und -weiterbildung (ca. 40 Kurse im Jahr)[6]
- Schülerlabor: „Karlsruher Kinderlabor“ (seit 2006) und „Make Science!“ (seit 2011). Beide Projekte werden wissenschaftlich begleitet.

## Auszeichnungen
- 1999: Verleihung des Manfred und Wolfgang Flad-Preises der Fachgruppe Chemieunterricht der Gesellschaft Deutscher Chemiker, zusammen mit Marco Oetken[7]
- 2000: Wissenschaftspreis Weser-Ems der Oldenburgischen Landesbank für die Dissertation
- 2003: Auszeichnung der Gesellschaft Deutscher Chemiker für das beste 2. Staatsexamen im Fach Chemie und einem weiteren Fach des Jahres 2002 im Regierungsbezirk Weser-Ems
- 2007: Hochschullehrpreis der PH Karlsruhe für die Veranstaltung „Chemische Aspekte des Sachunterrichts – das Karlsruher Kinderlabor (Projekt Kila)“
- 2014: Chemie-Literaturpreis des Verbandes der Chemielehrer Österreichs (VCÖ) für den Fachartikel „Historische Geheimtinten der CIA“ in der Zeitschrift „Chemie & Schule“
- 2021: MINT-Botschafter des Jahres

## Publikationen (Auswahl)
Ducci publiziert in zahlreichen nationalen und internationalen chemiedidaktischen Zeitschriften. 
- mit Sabrina Syskowski: Chemische Reaktionen in Bubble-Tea-Bällchen. In: Chemie in unserer Zeit. Band 52, Nr. 6, 2018, ISSN 1521-3781, S. 390–397, doi:10.1002/ciuz.201800805.
- Der fluoreszierende Springbrunnen. In: Nachrichten aus der Chemie. Band 66, Nr. 4, 2018, ISSN 1868-0054, S. 434–436, doi:10.1002/nadc.20184073070.
- „Jetzt geht’s rund“ – Redoxreaktionen in Alginatbällchen. In: CHEMKON. Band 23, Nr. 1, 2016, ISSN 1521-3730, S. 14–18, doi:10.1002/ckon.201610262.
- mit Marco Oetken, Clemens Röttgen: Passivitäts- und Oszillationseffekte an Metallen. In: CHEMKON. Band 4, Nr. 1, 1997, ISSN 1521-3730, S. 22–26, doi:10.1002/ckon.19970040106.